# Zámásp
Zámásp (též Džámásp) byl perský velkokrál z rodu Sásánovců panující v letech 496–499. Jeho otcem byl král Péróz I. (vládl 459–484), bratrem král Kavád I.
Zámáspa vynesl na trůn převrat zorganizovaný perskými velmoži, nespokojenými s vládou krále Kaváda I. Důvodem byly mazdakovské bouře, sociální nepokoje, které byly Kavádem přinejmenším trpěny, protože jejich původci vystupovali proti šlechtě, hlavnímu konkurentu královské moci. V pramenech je Zámásp většinou popisován jako mírný panovník, jeho vláda však měla pouze epizodický charakter – poté, kdy se Kavádovi podařilo získat pomoc od Hefthalitů, byl nucen na korunu rezignovat. Není jasné, jaký osud ho potom stihl – část autorů tvrdí, že dostal milost, část píše, že byl zabit.